# Comic Valkyrie
《Comic Valkyrie》（日語：コミックヴァルキリー）於2006年7月創刊，原為日本漫畫月刊雜誌，2012年9月27日轉為漫畫網站。轉形為網站前共出版40期。漫畫可以其官方網站和Niconico靜畫上觀看。雜誌概念為「集合了奮鬥女主角的漫畫雜誌」（闘うヒロインのみを集めた漫画雑誌）。

## 部份連載作品
- 結界女王（2006年3月號－）
- 鬼姬VS（2007年－2012年）
- 公主戀人（2009年－2010年，遊戲改編）
- 吸血姬布蘭雪
- 夢幻戰士（遊戲改編）
- Walkure Romanze 少女騎士物語（2013年－2014年，遊戲改編）
- 重返JK：Silver Plan（2019年－）
- 異世界魔術師不用詠唱魔法（2020年－）
- 新人鍊金術師的店舖經營（2020年－，小說改編）

## 外部連結
- 官方網站 （页面存档备份，存于）